# Ézsaiás mennybemenetele
Ézsaiás/Izaiás mennybemenetele (latinul: Ascensio Isaiae) két tartalmilag egymástól különálló könyvből álló apokrif irat. Első része Ézsaiás próféta halálát beszéli el: a próféta Manassé júdai király uralkodása alatt fafűrésszel ketté fűrészeltetett. A második rész Ézsaiás útját írja le a 7 mennyen keresztül, illetve azt, hogy közben Istentől megkapta a kinyilatkoztatást Jézus Krisztus születéséről, haláláról, és második eljöveteléről. Az első rész keletkezési idejét egyesek a Kr. e. 1. századra, a másodikét Kr. u. 2. századra teszik. Az első íróját zsidónak, a másodikét kereszténynek tekintik.

## A mű rövid leírása
A mű egyik része zsidó, másik része zsidó-keresztény. Az Ézsaiás vértanúságát leíró rész (1,1-3,12 és 5,1-14) zsidó eredetű. Néhány rabbinikus hagyomány is utal a mű többi részére. Manassze megfeledkezik atyja, Ezékiás király intelmeiről, ezért Sámmaél saját hatalma alá kerül. Manassze aljas praktikái minatt Ézsaiás néhány prófétával visszavonul a pusztába Jeruzsálem közelében, de a szamaritánus hamis próféta, Malkira megkeresi. A név emlékeztet bennünket a qumráni szövegekben olvasható Malki Resára. Malkira bevádolja Ézsaiást Manasszénál. Ézsaiást elítélik és fafűrésszel kettéfűrészelik. Malkira a kivégzés alatt gúnyolja őt, ugyanakkor megígéri neki, hogy ha elismeri őt Manassze előtt, akkor ráveszi a királyt, a fejedelmeket és a népet, hogy hódoljanak neki. Erre Ézsaiás azt feleli: „testem bőrén kívül semmi mást nem vehetsz el tőlem”. A próféta kiáltás és könnyhullatás nélkül távozik az életből. Az események sorozatát Ezékiás testamentuma szakítja félbe. Ez a keresztény írásmű magyarázatot ad Beliár Ézsaiás elleni haragjára.

  Néhány magyarázó ebben az apokalipszisben a qumráni szekta történetét és az Ézsaiás neve alatt megbúvó Igaz Tanító halálát szerette volna meglátni. A hipotézis azonban megalapozatlan. A szektás eredetű írás ismert lehetett a Zsidókhoz írt levél szerzőjének (Zsid 11,37) és Jusztinosznak is (Párbeszéd a zsidó Trifónnal 120,5).

  A 6-11. fejezetek újra közlik Ézsaiás látomását, amely Ezékiás király uralkodásának 20. évére tehető: a prófétát egy angyal az égbe vezeti, meglátogatja az igazak, az angyalok és Isten mennyei hajlékát, és megismeri Jézus Krisztus életét. Bár a befejezés keresztény, a mennyei utazás témája zsidó eredetre vall.[forrás?]